# Monumentum Ancyranum

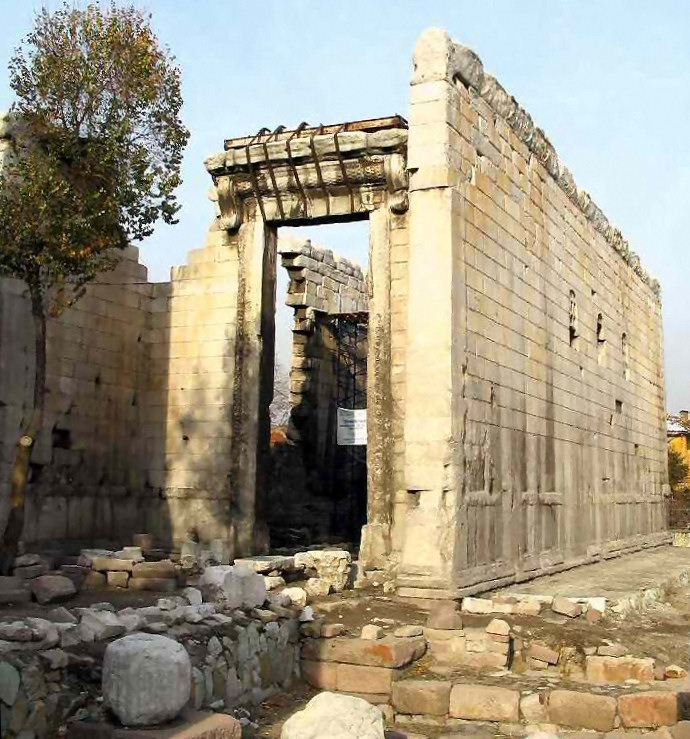

Il Monumentum Ancyranum, noto anche come Tempio di Augusto e Roma in Ancyra è un Augusteum situato ad Ankara (l'antica Ancyra), nel territorio dell'odierna Turchia. Il testo del Res gestae divi Augusti ("Le imprese del divino Augusto") è inciso sulle sue pareti. La versione del testo di Ancyra è quella più completa tra tutte quelle rinvenute. Il tempio è situato a poca distanza dalla moschea di Hacı Bayram nel quartiere Ulus di Ankara.

## Storia
Un tempio frigio preesistente risalente al II secolo a.C. venne demolito per edificare la struttura.
L'Augusteum venne edificato tra il 25 ed il 20 a.C. in seguito alla conquista dell'Anatolia centrale da parte dell'Impero romano e la creazione della provincia di Galatia, avente Ancyra quale sua capitale amministrativa.
La struttura venne riscoperta dagli studiosi occidentali solo nel XVI secolo, venendo ispezionata da Ogier Ghiselin de Busbecq, ambasciatore di Ferdinando I d'Asburgo presso il sultano Solimano il Magnifico. Busbecq lesse le iscrizioni contenute nell'edificio e ne identificò la provenienza grazie alla sua conoscenza di Svetonio; in seguito pubblicò una copia di alcuni passi del testo nella sua opera "Turcicae epistolae".
Della struttura originaria rimangono solamente le mura laterali e l'ornato telaio della porta di ingresso; le posizioni delle 6 colonne sono ancora distinguibili.

## LeRes Gestae Divi Augusti
Dopo la morte di Augusto nel 14 d.C., una copia del testo Res Gestae Divi Augusti venne trascritta su entrambe le pareti all'interno del pronao in latino, con una traduzione in greco sul muro esterno della cella.
Le iscrizioni di Ancyra sono la fonte primaria rimanente del testo, dal momento che l'iscrizione originale su pilastri di bronzo posti dinanzi al Mausoleo di Augusto a Roma è andata perduta, mentre due altri testi sopravvissuti sono incompleti. Copie del testo presente nel Monumentum Ancyrum vennero fatte mediante la tecnica del frottage dalla Cornell Expedition nel 1907-1908.

## Copie
Una riproduzione a grandezza naturale del pronao, comprensiva del testo delle Res Gestae, venne edificata nei giardini delle Terme di Diocleziano a Roma in occasione dell'esposizione archeologica allestita nell'ambito dell'Esposizione internazionale d'arte del 1911. Tale copia venne in seguito esposta in occasione della Mostra Augustea della Romanità del 1937. Dopo la fine della Seconda guerra mondiale, venne spostata nella stanza IX del Museo della Civiltà Romana.